# Contea di Hand
La contea di Hand ( in inglese Hand County ) è una contea dello Stato del Dakota del Sud, negli Stati Uniti. La popolazione al censimento del 2000 era di 3 741 abitanti. Il capoluogo di contea è Miller.